# آگوستین لاستاگارای
آگوستین لاستاگارای (انگلیسی: Agustín Lastagaray؛ زادهٔ ۸ اکتبر ۱۹۸۱) بازیکن فوتبال اهل آرژانتین است.
از باشگاه‌هایی که در آن بازی کرده‌است می‌توان به باشگاه فوتبال روساریو سنترال اشاره کرد.